# Brandenburgare
Brandenburgaren är en hästras som utvecklades i Tyskland. I sitt hemland är Branadenburgaren mycket populär men den är relativt okänd som ras utanför Tyskland. Rasen har inte funnits till speciellt länge då den först började utvecklas under mitten av 1900-talet. Sedan dess har rasen enbart använts som ridhäst och även till lättare körning. 

## Historia
Tysk hästavel nämndes så tidigt som på 1500-talet i en tidskrift kallad Brandenburg March, men under denna tid fanns ingen specifik ras eller ens en standard för hur hästarna skulle se ut. Men dessa hästar som avlades fram på statstuteriet i Neustadt, grundat av kung Fredrik Vilhelm II år 1788, började utveckla ridhästar och kavallerihästar av hög kvalitet. Dessa hästar blev sen grunden till Brandenburgerhästen som den började kallas under 1960-talet.  
1922 startades föreningen "The Warmblood Breeding Society"[källa behövs] som skulle arbeta för att främja aveln av hästar för bönder och jordbrukare. Föreningen använde sig av Hannoveranare för att förbättra många tyska varmblodshästar. Aveln i hela Tyskland var fortfarande hårt reglerad och uppfödare hade svårt att få tillgång till hästar över gränserna mellan Öst- och Västtyskland. 
När Berlinmuren föll fick stuteriet tillgång till ännu fler tyska varmblodshästar t.ex. Trakehnare och Hannoveranare och även engelska fullblod. Hingsten som hade mest betydelse för Brandenburgaren var en varmblodshäst som kallades Komet, som kom från Mecklenburg. Komet var en av de få hingstar som kommit undan från den kastrering som alla hingstar som inte höll måttet fick gå igenom och detta var enligt lag tvingat av uppfödarna. Komet visade sig senare vara en fenomenal avelshingst och fick en rad avkommor som var perfekta hopphästar. 
Under 1990-talet infördes blodet från några tyska varmblodshästar av rasen Holsteiner. Först och främst användes hästar som härstammade från linjen efter fullblodshingsten Ladykiller xx. Även lite blod från rasen Oldenburgare blandades in i Brandenburgaren. 1999 startades rasens egen förening i Neustadt där man även håller prov för hingstar i oktober varje år. Detta år fanns nästan 2 000 registrerade ston och 76 hingstar.

## Egenskaper

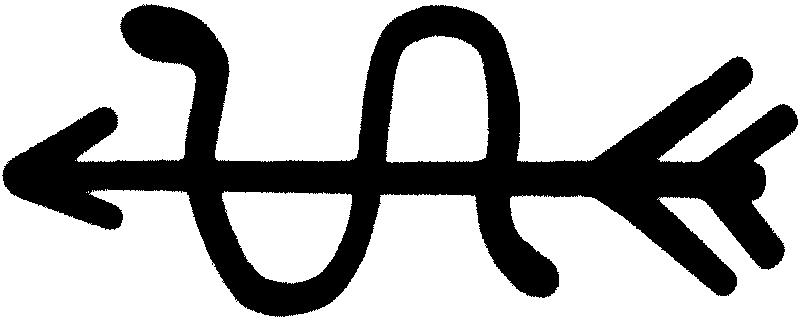
Brandenburgare som föds på Neustadt brännmärks ofta med rasens eget sigill.

Brandenburgaren är en relativt stor varmblodshäst på ca 160–170 cm i mankhöjd. Brandenburgaren är oftast brun, men alla hela färger såsom svart, fux eller skimmel är också tillåtna. Rasen används mycket inom banhoppning och dressyr i Tyskland, men även som körhäst och till ren nöjesridning. 
Brandenburgaren beskrivs som en vänlig häst som man lätt kommer överens med även om den ibland kan vara lite temperamentsfull och livlig och är därför inte lämplig som ren nybörjarhäst. Men rasen är orädd med fina gångarter och atletiska förmågor. Kroppen är kraftig med ett ädelt och uttrycksfullt huvud. Benen är ganska grova och hovarna är stora och starka. 
De hästar som föds på huvudstuteriet i Neustadt brännmärks ofta med rasens eget märke, något som fortfarande är vanligt inom hästaveln i Tyskland, även om många andra länder förbjudit brännmärkning.